# Колодянка
Коло́дянка (укр. Колодянка) — село на Украине, находится в Звягельском районе Житомирской области.
Население по переписи 2001 года составляет 833 человека. Почтовый индекс — 11790. Телефонный код — 4141. Занимает площадь 2,2 км².

## Адрес местного совета
11762, Житомирская обл., Звягельский р-н, с. Ярунь, ул. Мира, 13